# Товарищество Одесского пивоваренного завода
Товарищество Одесского пивоваренного завода (ТОПЗ) — существовавшая в дореволюционной Одессе  компания-производитель широко известного далеко за пределами России пива.

## История

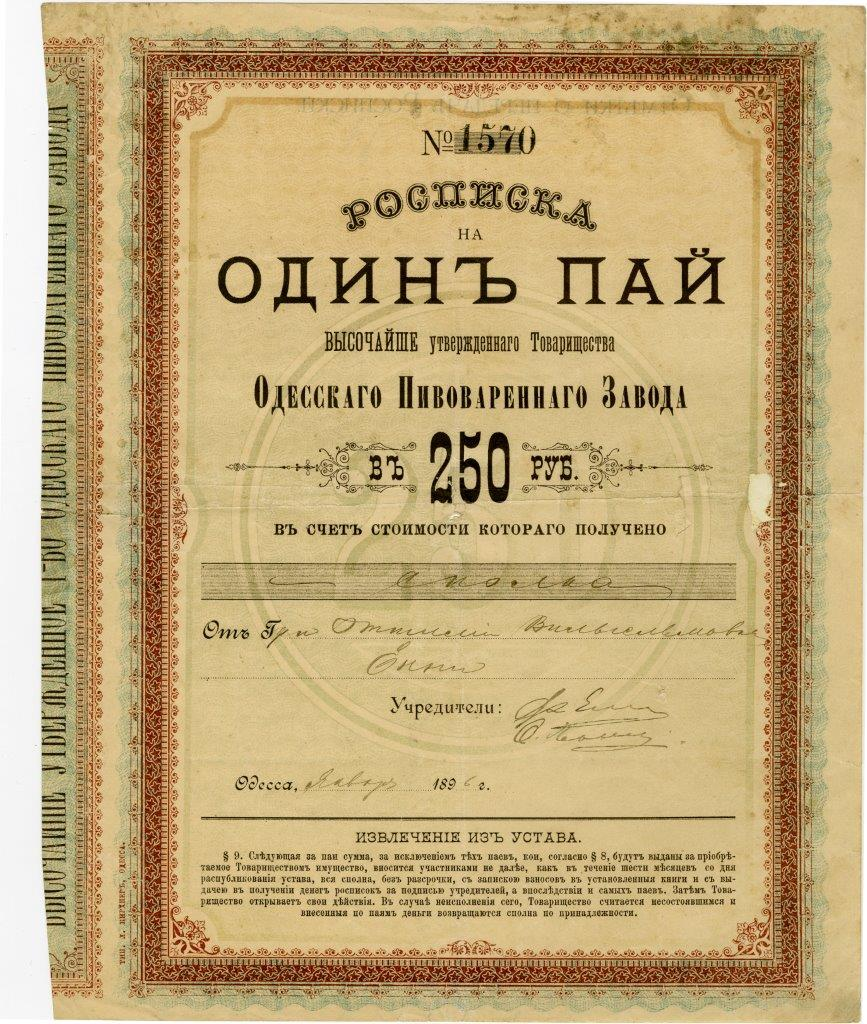
Расписка на один пай в 250 руб. Товарищества Одесского пивоваренного завода. Одесса, 1896 г.

Компания учреждена в 1895 г. (Устав Высочайше утвержден 17 ноября 1895 г.) наследниками - дочерью и зятем известного одесского предпринимателя, общественного деятеля и благотворителя немецкого происхождения Вильгельма Ивановича (Иоганновича) Санценбахера, в 1890 г. открывшего на своей собственной даче по Малофонтанской дороге в Одессе пивоваренное производство. Зять Санценбахера, Фридрих Енни, также являлся одним из учредителей Товарищества Киевского пивоваренного завода.
Основанный Санценбахером завод, производственные помещения которого были возведены по проекту архитектора Бруно Бауэра, располагал самым современным на тот момент оборудованием и не имел себе равных по техническому оснащению.  Пиво производилось по классической технологии с выдержкой в 60 суток, разливалось в дубовые бочки ёмкостью 90 и 180 литров, а также в фирменные бутылки светлого и темного стекла, и фаянсовые кувшины с фарфоровыми пробками.
Все специалисты-пивовары нового одесского завода были немцами, подданными Германской империи. Объем выпускаемого пива составлял 600 ведер в день двух сортов - мюнхенского и пильзенского. За короткое время продукция предприятия Товарищества Одесского пивоваренного завода начала распространяться и завоевала популярность во всех южных регионах Российской империи, а также на Кавказе, на Дальнем Востоке, на Балканском полуострове и даже в Египте.
После национализации в 1920 г. ТОПЗ переименовали в Пивзавод № 1. В постсоветскую эпоху бывшее предприятия Товарищества Одесского пивоваренного завода было приватизировано и получило название Акционерное общество «Гамбринус». В начале мая 2007 г. бывший завод Санценбахера сгорел при до конца так и невыясненных обстоятельствах. Впоследствии здание было полностью уничтожено строительной компанией, а на территории бывшего пивзавода возводится многоэтажный жилой комплекс.